# Araneus bosmani
Araneus bosmani är en spindelart som beskrevs av Simon 1903. Araneus bosmani ingår i släktet Araneus och familjen hjulspindlar.
Artens utbredningsområde är Ekvatorialguinea. Inga underarter finns listade i Catalogue of Life.